# 幞状云

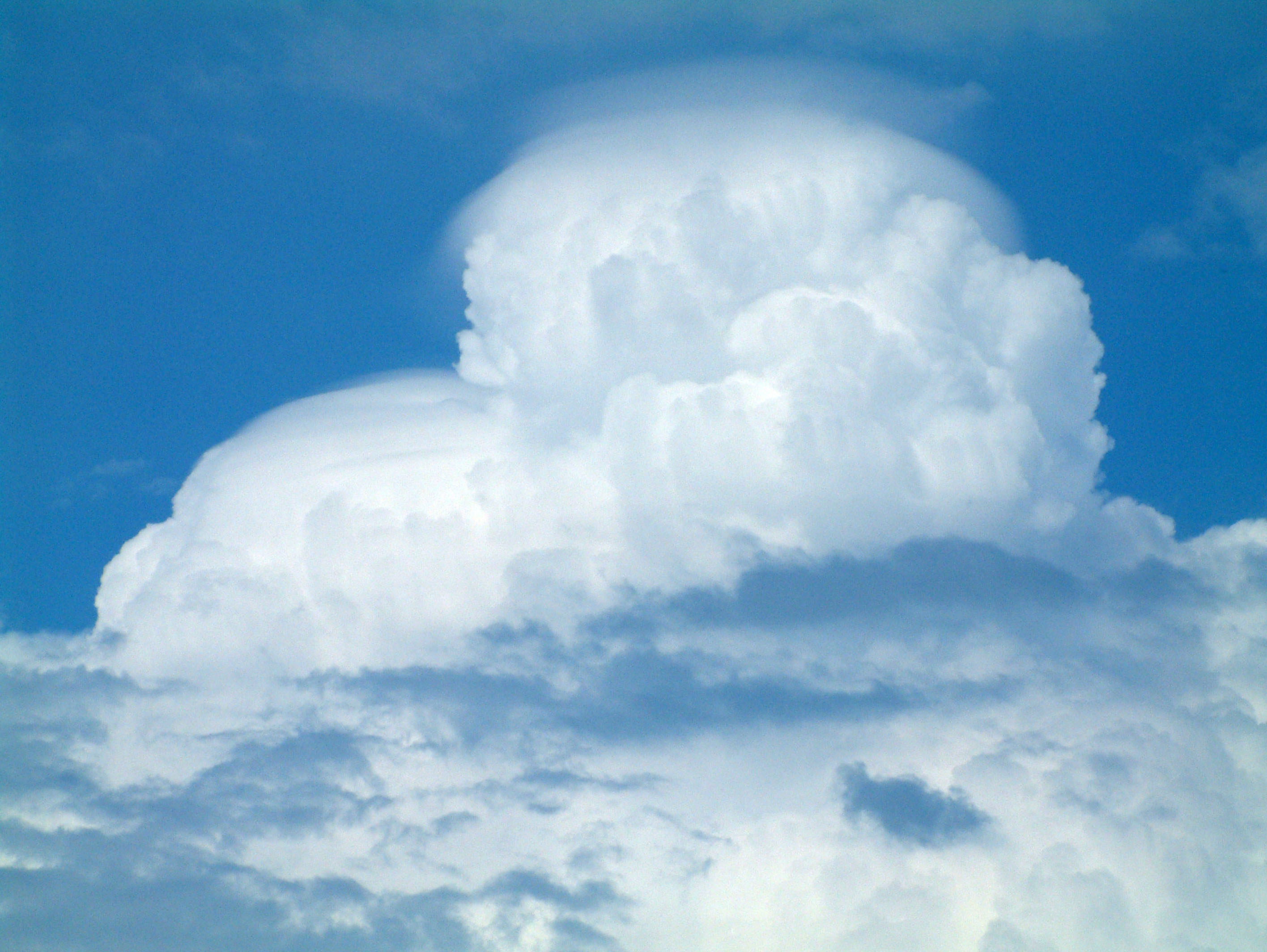
具有幞状结构的积雨云

幞状云（学名：Pileus，缩写： pil )，是一种云的附属结构，主要见于浓积云和积雨云顶。幞状云有一定的水平宽度，形似头巾。幞状云往往层叠着出现在积云的顶部并将其穿透，有时也会与其顶部相连。
幞状云也可形成于山脉、火山灰及火成云的上方。